# Daniel Giménez Hernández
Daniel Giménez Hernández – detto Dani – (Vigo, 30 luglio 1983) è un ex calciatore spagnolo, portiere.

## Carriera

### Club
Dopo aver compiuto la trafila nelle giovanili del Celta Vigo, nel 2004 passa al Zamora, squadra che già all'epoca militava in Segunda División B. Perde la finale dello spareggio play-off promozione disputato nel giugno 2008 contro il Rayo Vallecano, squadra che lo acquista per la stagione successiva.